# Triplophysa zamegacephala
Triplophysa zamegacephala är en fiskart som först beskrevs av Zhao, 1985.  Triplophysa zamegacephala ingår i släktet Triplophysa och familjen grönlingsfiskar. Inga underarter finns listade i Catalogue of Life.